# National Division One 1991-1992
National Division One 1991-92 fu il 5º campionato nazionale inglese di rugby a 15 di prima divisione.
Si tenne dal 16 novembre 1991 al 25 aprile 1992 tra 13 squadre, che si incontrarono a girone unico su 12 turni.
Il campionato fu noto come Courage Clubs' Championship Division One a seguito di accordo di naming stipulato nel 1987 con il birrificio inglese John Courage, che sponsorizzò anche la seconda e terza divisione del torneo.
Il torneo iniziò a novembre inoltrato a seguito della disputa della Coppa del Mondo 1991 che si tenne proprio in Inghilterra e terminò due settimane prima dell'inizio del campionato.
Il campionato fu un lungo duello tra Bath, club del Somerset, e Orrell, proveniente dalla Grande Manchester: si decise di fatto alla penultima giornata quando Orrell cadde in casa degli Wasps e, nel turno successivo, Bath si aggiudicò il suo terzo titolo, secondo consecutivo, per differenza punti fatti/subiti rispetto a Orrell, nonostante una penalizzazione in classifica dovuta allo schieramento di un giocatore non tesserato in occasione della gara contro il London Irish.
Le squadre retrocesse furono Nottingham e Rosslyn Park, mentre invece esordì in prima divisione, salvandosi al primo anno, il Lions, club di Rugby, la città natale del gioco.
Il valore delle marcature, come stabilito dall’IRFB nel 1977, era: 4 punti per ciascuna meta (6 se trasformata), 3 punti per la realizzazione di ciascun calcio piazzato, idem per il drop.
Fu l'ultimo torneo con la meta valevole 4 punti; dalla stagione successiva, dopo decisione dell'IRFB, tale marcatura passò a 5 punti.

## Squadre partecipanti
- Bath
- Bristol
- Gloucester
- Harlequins (Londra)
- Leicester
- Lions (Rugby)
- London Irish (Londra)
- Northampton
- Nottingham
- Orrell
- Rosslyn Park (Londra)
- Saracens (Londra)
- Wasps (Londra)

## Risultati
| Data       | 1ª giornata                | Risultato |
| ---------- | -------------------------- | --------- |
| 16-11-1991 | Gloucester – Leicester     | 21-3      |
| 16-11-1991 | London Irish – Bath        | 21-25     |
| 16-11-1991 | Nottingham – Bristol       | 0-32      |
| 16-11-1991 | Rosslyn Park – Orrell      | 4-22      |
| 16-11-1991 | Saracens – Northampton     | 9-14      |
| 16-11-1991 | Wasps – Harlequins         | 20-6      |
| Rip.       | Lions                      |           |
|            |                            |           |
| Data       | 4ª giornata                | Risultato |
| 14-12-1991 | Orrell – Bath              | 10-9      |
| 22-2-1992  | Lions – Nottingham         | 9-9       |
| 22-2-1992  | Wasps – Saracens           | 6-12      |
| 21-3-1992  | Harlequins – Saracens      | 21-37     |
| 25-3-1992  | Gloucester – London Irish  | 22-15     |
| 8-4-1991   | Leicester – Northampton    | 19-22     |
| Rip.       | Bristol                    |           |
|            |                            |           |
| Data       | 7ª giornata                | Risultato |
| 11-1-1992  | Bath – Leicester           | 37-6      |
| 11-1-1992  | London Irish – Lions       | 6-6       |
| 11-1-1992  | Northampton – Harlequins   | 25-14     |
| 11-1-1992  | Orrell – Bristol           | 23-9      |
| 11-1-1992  | Rosslyn Park – Wasps       | 7-15      |
| 11-1-1992  | Saracens – Gloucester      | 12-12     |
| Rip.       | Nottingham                 |           |
|            |                            |           |
| Data       | 10ª giornata               | Risultato |
| 21-3-1992  | Leicester – Rosslyn Park   | 51-16     |
| 21-3-1992  | Lions – Bath               | 0-32      |
| 5-4-1992   | Nottingham – Rosslyn Park  | 34-9      |
| 18-4-1992  | Bristol – London Irish     | 14-19     |
| 18-4-1992  | Gloucester – Wasps         | 15-10     |
| 20-4-1992  | Harlequins – Orrell        | 7-10      |
| Rip.       | Northampton                |           |
|            |                            |           |
| Data       | 13ª giornata               | Risultato |
| 25-4-1992  | Bath – Saracens            | 32-12     |
| 25-4-1992  | Bristol – Wasps            | 10-33     |
| 25-4-1992  | Harlequins – Gloucester    | 21-18     |
| 25-4-1992  | Leicester – Lions          | 22-22     |
| 25-4-1992  | Northampton – Rosslyn Park | 20-12     |
| 25-4-1992  | Orrell – Nottingham        | 20-6      |
| Rip.       | London Irish               |           |

| Data       | 2ª giornata                 | Risultato |
| ---------- | --------------------------- | --------- |
| 23-11-1991 | Bristol – Rosslyn Park      | 22-4      |
| 23-11-1991 | Harlequins – Nottingham     | 23-6      |
| 23-11-1991 | Leicester – Wasps           | 31-12     |
| 23-11-1991 | Lions – Gloucester          | 16-19     |
| 23-11-1991 | Northampton – London Irish  | 12-12     |
| 23-11-1991 | Orrell – Saracens           | 23-0      |
| Rip.       | Bath                        |           |
|            |                             |           |
| Data       | 5ª giornata                 | Risultato |
| 21-12-1991 | Bath – Bristol              | 9-4       |
| 21-12-1991 | London Irish – Harlequins   | 3-39      |
| 21-12-1991 | Northampton – Orrell        | 12-3      |
| 21-12-1991 | Nottingham – Gloucester     | 3-14      |
| 21-12-1991 | Rosslyn Park – Lions        | 7-15      |
| 21-12-1991 | Saracens – Leicester        | 9-20      |
| Rip.       | Wasps                       |           |
|            |                             |           |
| Data       | 8ª giornata                 | Risultato |
| 29-2-1992  | Bath – Gloucester           | 29-9      |
| 29-2-1992  | Bristol – Harlequins        | 16-0      |
| 29-2-1992  | London Irish – Wasps        | 18-13     |
| 29-2-1992  | Northampton – Lions         | 29-0      |
| 29-2-1992  | Orrell – Leicester          | 21-9      |
| 29-2-1992  | Saracens – Nottingham       | 13-12     |
| Rip.       | Rosslyn Park                |           |
|            |                             |           |
| Data       | 11ª giornata                | Risultato |
| 29-3-1992  | Bath – Nottingham           | 25-15     |
| 29-3-1992  | Bristol – Lions             | 48-4      |
| 29-3-1992  | Harlequins – Leicester      | 20-13     |
| 29-3-1992  | London Irish – Rosslyn Park | 12-12     |
| 29-3-1992  | Northampton – Wasps         | 28-15     |
| 29-3-1992  | Orrell – Gloucester         | 18-12     |
| Rip.       | Saracens                    |           |

| Data      | 3ª giornata               | Risultato |
| --------- | ------------------------- | --------- |
| 7-12-1991 | Bath – Northampton        | 15-6      |
| 7-12-1991 | London Irish – Orrell     | 7-21      |
| 7-12-1991 | Nottingham – Leicester    | 14-27     |
| 7-12-1991 | Rosslyn Park – Harlequins | 24        |
| 7-12-1991 | Saracens – Bristol        | 13-4      |
| 7-12-1991 | Wasps – Lions             | 17-10     |
| Rip.      | Gloucester                |           |
|           |                           |           |
| Data      | 6ª giornata               | Risultato |
| 4-1-1992  | Bristol – Northampton     | 9-15      |
| 4-1-1992  | Gloucester – Rosslyn Park | 12-9      |
| 4-1-1992  | Harlequins – Bath         | 18-18     |
| 4-1-1992  | Leicester – London Irish  | 36-13     |
| 4-1-1992  | Lions – Saracens          | 6-22      |
| 4-1-1992  | Wasps – Nottingham        | 11-7      |
| Rip.      | Orrell                    |           |
|           |                           |           |
| Data      | 9ª giornata               | Risultato |
| 14-3-1992 | Gloucester – Northampton  | 10-17     |
| 14-3-1992 | Leicester – Bristol       | 28-9      |
| 14-3-1992 | Lions – Orrell            | 7-21      |
| 14-3-1992 | Nottingham – London Irish | 9-12      |
| 14-3-1992 | Rosslyn Park – Saracens   | 6-10      |
| 14-3-1992 | Wasps – Bath              | 12-24     |
| Rip.      | Harlequins                |           |
|           |                           |           |
| Data      | 12ª giornata              | Risultato |
| 11-4-1992 | Gloucester – Bristol      | 29-15     |
| 11-4-1992 | Lions – Harlequins        | 29-20     |
| 11-4-1992 | Nottingham – Northampton  | 18-9      |
| 11-4-1992 | Rosslyn Park – Bath       | 13-21     |
| 11-4-1992 | Saracens – London Irish   | 27-9      |
| 11-4-1992 | Wasps – Orrell            | 13-12     |
| Rip.      | Leicester                 |           |

## Classifica
| Pos | Squadra      | G  | V  | N | P  | PF  | PS  | DP   | Pt |
| --- | ------------ | -- | -- | - | -- | --- | --- | ---- | -- |
| 1   | Bath         | 12 | 10 | 1 | 1  | 277 | 126 | +151 | 20 |
| 2   | Orrell       | 12 | 10 | 0 | 2  | 204 | 95  | +109 | 20 |
| 3   | Northampton  | 12 | 9  | 1 | 2  | 209 | 136 | +73  | 19 |
| 4   | Gloucester   | 12 | 7  | 1 | 4  | 193 | 168 | +25  | 15 |
| 5   | Saracens     | 12 | 7  | 1 | 4  | 176 | 165 | +11  | 15 |
| 6   | Leicester    | 12 | 6  | 1 | 5  | 262 | 216 | +46  | 13 |
| 7   | Wasps        | 12 | 6  | 0 | 6  | 177 | 180 | −3   | 12 |
| 8   | Harlequins   | 12 | 5  | 1 | 6  | 213 | 207 | +6   | 11 |
| 9   | London Irish | 12 | 3  | 3 | 6  | 147 | 237 | −90  | 9  |
| 10  | Bristol      | 12 | 4  | 0 | 8  | 192 | 174 | +18  | 8  |
| 11  | Lions        | 12 | 2  | 3 | 7  | 124 | 252 | −128 | 7  |
| 12  | Nottingham   | 12 | 2  | 1 | 9  | 133 | 204 | −71  | 5  |
| 13  | Rosslyn Park | 12 | 0  | 1 | 11 | 111 | 258 | −147 | 1  |

## Verdetti
- Bath: Campione d'Inghilterra
- Nottingham, Rosslyn Park: retrocessa in National Division Two 1992-93